# Història de Còrsega
Còrsega és una illa de la Mediterrània, habitada des de temps neolítics. Avui en dia forma part de França.

## Neolític

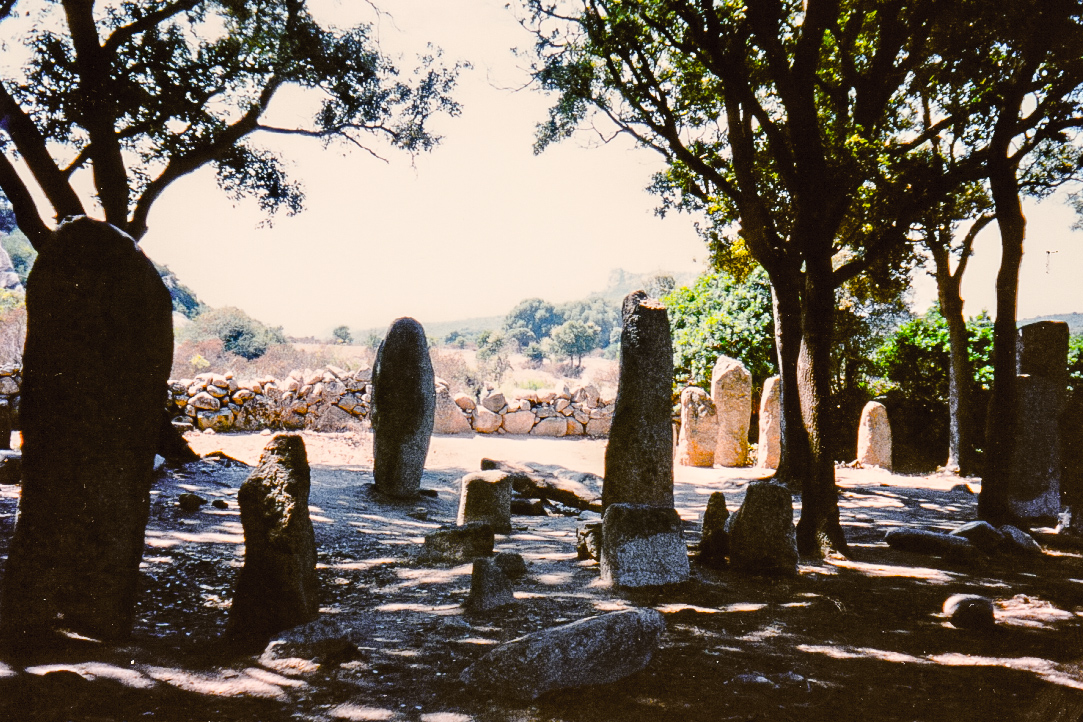
Antics megàlits de Sartene

Vers el 6570 aC ja existia una cultura neolítica a l'illa de la qual s'ha trobat l'esquelet conegut com la "dama de Bonifacio" al lloc de L'Araguinna Sennola, proper a Bonifacio, explorat des del 1966.
Hi ha abundants monuments megalítics de data entre el 4000 aC i el 2000 aC i es caracteritzen per les esteles, bé en forma de menhir corrent o aïllat, bé en rengles (Pagliaiu a Sartene), o les antropomorfes (Filitosa). S'han trobat pintures esquemàtiques principalment a la Grotta Scritta, a Olmetta.
Va seguir la civilització dita Torréene, estudiada per Grosjean i altres investigadors des del 1955, caracteritzada per construccions monumentals i emparentada amb la nuràgica de Sardenya i la dels talaiots de Mallorca.

## Època clàssica, grecs, etruscs i cartaginesos

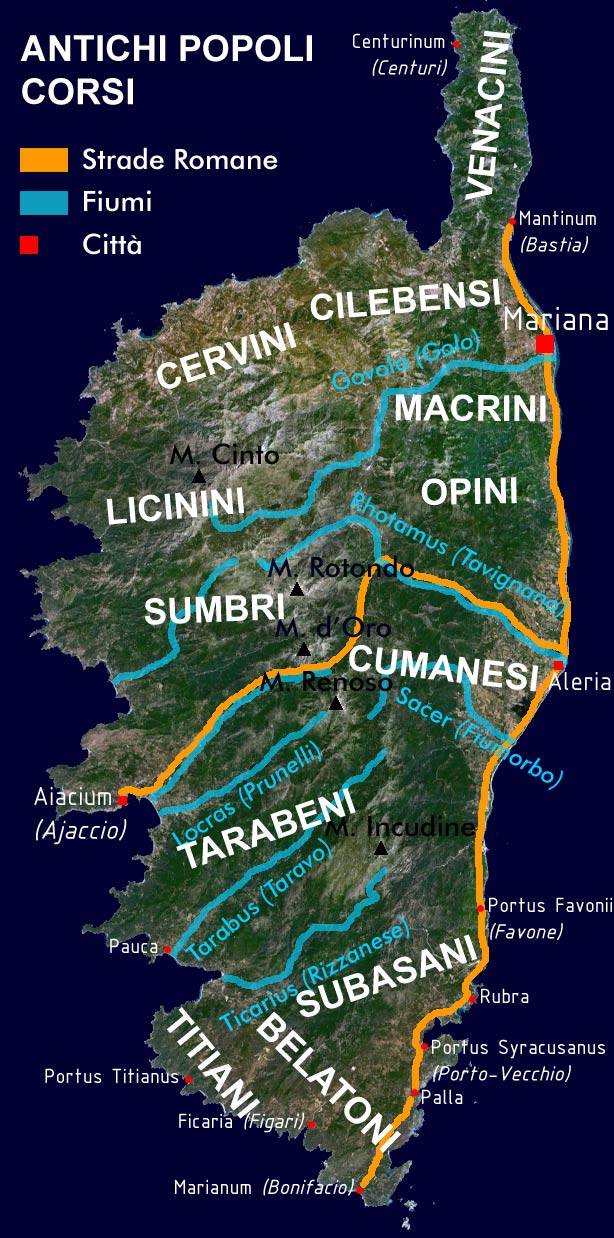
Antics pobles de Còrsega

Les primeres referències escrites diuen que la població nadiua era d'origen lígur, i Solinus, fins i tot, diu que el nom de l'illa venia del d'una dona lígur (Corsa) que hauria descobert Còrsega. El nom que li donaven els grecs se suposa derivat de Cyrnos, un suposat fill d'Hèrcules.
Els grecs de Focea hi van fundar una colònia, Alalia, a la costa oriental, vers el 564 aC. El 544 aC hi van arribar gran nombre de colons grecs, però el 535 aC (data considerada actualment, abans 542 aC) foren derrotats segons Diòdor pels etruscs aliats als cartaginesos i van haver d'evacuar l'illa, i els primers s'establiren al seu lloc i fundaren la ciutat de Nicea; els corsos foren obligats a pagar un tribut en resina, cera i mel. Avui, se sap que la batalla d'Alalia no fou tan important com es pensava i que els grecs la van guanyar, però en van sortir debilitats, van continuar un temps a l'illa i després van marxar.
En el 453 aC els siracusans van establir una colònia coneguda com a Portus Siracusanus (Porto Vechju) al golf de Porto-Vecchio, però més tard va desaparèixer.
Sense que es conegui el procés, el domini etrusc fou substituït pel cartaginès, que en la Primera Guerra púnica ja exercia el control sobre l'illa i sobre Sardenya.
Còrsega fou anomenada Cyrnos o Kyrnos pels grecs (possible paraula d'origen fenici) i, més tard, Korsis. Els romans li van dir Corsica.
Claudi Ptolemeu dona 12 noms de tribus i 32 viles de les quals una dotzena a l'interior i la resta a la costa.

### Ciutats de Còrsega

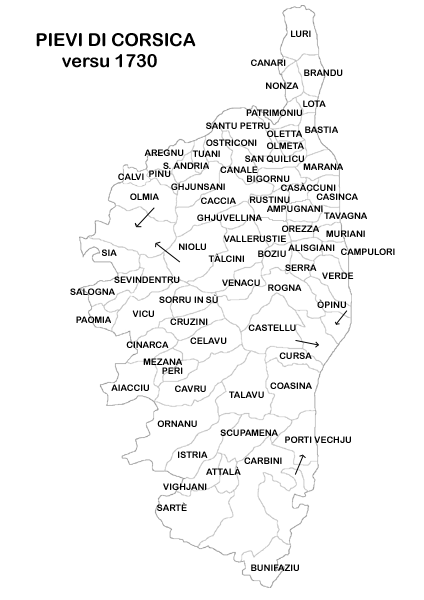
Pieves (parròquies) de Còrsega, 1730

- Alèria (Aleria)
- Mariano o Marianon (Marianum)
- Oppidium Blesini,
- Oppidium Carax
- Oppidium Eniconiae
- Oppidium Vapanes
- Urcinium (a l'oest)
- Pauca (a l'oest)
- Ficaria (a l'oest)
- Palles (a l'est)
- Portus Favonii (a l'est, avui Porto Favone)
- Presidium (a l'est)
- Rubra (a l'est)
- Alista (a l'est)
- Mantinum (al nord)
- Clunium (al nord)
- Centuria (al nord)
- Canelate (al nord)

### Tribus
Entre parèntesis la regió actual que ocupaven:
- Vanacinis	(Cap Cors)
- Cilebensis	(Nebbiu)
- Cervinis	(Balagna)
- Macrinis	(Casinca-Castagniccia)
- Opinis	 (Castagniccia del sud i Boziu)
- Licninis	(Niolu)
- Tarrabenis	(Cinarca)
- Simbris	(Vénacai)
- Titianis	(Entre el Taravu i el Rizzanese)
- Balatonis	(Sartenais, regió de Porti Vechju)
- Comacenis	(Fiumorbu)
- Subasanis	(Regió de Carbini-Lévie)
- Blesinis (desconegut)
- Carax (desconegut)
- Eniconis (desconegut)
- Vapans (desconegut)

## Domini romà
L'any 259 aC va ser atacada per una flota romana dirigida per Luci Corneli Escipió, que va ocupar Aleria (l'antiga Alàlia o Alalia) i obligà els seus habitants a reconèixer la sobirania romana i a entregar ostatges. Les tribus salvatges de l'interior no s'hi van sotmetre (o en tot cas només de forma nominal) i en els anys que van seguir al final de la guerra, els exèrcits romans van haver de combatre repetidament contra ells i contra els sards. El 236 aC a una expedició dirigida per Gai Licini Var li van mancar mitjans i el destacament del legat Marc Claudi Glícia només va aconseguir establir una treva. Després, Var hi va tornar i va fer la guerra a major escala. Finalment, el 231 aC, Papirius Naso (fillastre de Gneu Corneli Escipió) donà per acabada la submissió de les tribus i va demanar els honors del triomf.
Tot i així, anys després, els corsos es van revoltar diverses vegades i, tot i les victòries dels pretors romans, la subjecció de les tribus era sempre dèbil i sovint limitada al pagament d'un tribut ocasional. Entre el 238 aC i el 138 aC es registren dotze revoltes corses. La província de Còrsega i Sardenya es crea el 221 aC. El 181 aC el pretor Pinarius va matar dos mil corsos, en va empresonar dos mil més i va fer pagar a les tribus un gran tribut en cera. El 174 aC el pretor Cicierius va matar set mil corsos i, altra vegada, va rebre el tribut de cera. Altres matances van seguir i, finalment, els corsos van quedar tan minvats en nombre que no van poder seguir les revoltes. El 163 aC Marc Juvenci Talna i Escipió Nasica (que va dirigir la dècima expedició) gairebé van assegurar el domini romà. La colònia de Mariana la va fundar Gai Mari el 93 aC i Juli Cèsar la va visitar el 46 aC. El 81 aC Sul·la envià colons a Aleria, que va esdevenir colònia i tenia uns vint mil habitants. El 6 aC August convertí la província Còrsega-Sardenya en la imperial de Còrsega, administrada per un procurador i la senatorial de Sardenya, administrada per un procònsol. Així, doncs, durant la República, Còrsega i Sardenya van formar una sola província subjectes al mateix pretor i, només excepcionalment, van tenir dos pretors separats, però durant l'Imperi, en canvi, eren províncies separades. La capital de Còrsega va ser Aleria.
Després de les colònies del segle i, ja no es va fer res pel desenvolupament de la civilització romana a l'illa, considerada salvatge i inhòspita i, fins i tot, era un lloc de desterrament polític (com va ser el cas de Sèneca, que hi va estar com a desterrat polític del 41 aC al 33 aC).
Estrabó descriu les tribus en temps d'August, com gent dedicada al robatori i al saqueig; els governadors romans feien incursions periòdiques a les muntanyes i s'emportaven alguns presoners que venien com esclaus. L'any 60, Decimus Pancarius va voler posar a Còrsega al costat de Vitel·li, tot i que la costa estava exposada a la flota controlada per Otó.

## Vàndals i romans d'Orient
El 454 els vàndals van desembarcar temporalment a l'illa. Vers el 456 o 457, després d'un nou desembarcament, fou ocupada pels vàndals, que la van dominar, almenys nominalment, fins al 533, en què, derrotat el Regne Vàndal per Belisari, els romans d'Orient hi van desembarcar, hi restabliren el domini imperial, i liquidaren el Regne Vàndal el 534.

## Ostrogots, romans d'Orient, llombards
El 551 va ser ocupada per la flota dels ostrogots dirigits per Tòtila, però el general romà d'Orient Narses la recuperà el 553. Els romans d'Orient la van dominar fins al segle viii. No se sap en quin moment exacte del segle VIII es van retirar els romans d'Orient, però a començaments del segle ix les incursions àrabs eren constants. Vers el 725 s'esmenta que els llombards haurien ocupat l'illa fins a la meitat del segle (756); és molt possible i, si així fou, els romans d'Orient ja no hi van tornar.

## Incursions àrabs
La primera incursió de la qual es té notícia és del 670, però no fou fins al segle VIII quan en foren continuades i importants. El litoral es va despoblar i la gent va fugir a les muntanyes o a Itàlia, però eren atacs de saqueig i no s'hi feien establiments permanents.

## El papa i els francs
El gener del 754, a Ponthion, el papa Esteve II (752-757) confirma la coronació del 751 de Pipí I el Breu feta pel seu antecessor Zacaries (741-752) i el destronament del darrer rei merovingi Khilderic III; a canvi, Pipí es comprometia a lluitar contra els llombards que amenaçaven al papa, i a restituir al papa l'exarcat de Ravenna i els territoris de les repúbliques de Còrsega, Sardenya i Sicília (tractat de Quierzy). El compromís fou merament nominal perquè no dominava les illes ni l'exarcat. El 756 Pipí derrotà el rei llombard Astulf i li imposà el tractat de Pavia. Per mantenir la donació del 754 sobre les illes, la Santa Seu va emetre un document fals en què apareixia la donació de les illes al papa per l'emperador Constantí el Gran (doncs les illes i l'exarcat només podien ser cedides per l'emperador romà d'Orient, sobirà de iure), i sobre aquesta base Pipí "confirmà" la donació de Constantí. Així, la Santa Seu n'esdevé sobirana, ara bé el domini real exercit sobre Còrsega degué ser nul.
El 774 els francs van ocupar el regne d'Itàlia, però Còrsega no li pertanyia i era considerada feu del papa. El 806 Carlemany hi va enviar una flota dirigida pel contestable Bucard, que en va establir un precari domini, però els àrabs continuaven desembarcant sovint i fins i tot sembla que hi van establir alguna base permanent entre el 809 i el 814.

## Marquesat de Toscana
Ni el papa ni el rei d'Itàlia no en tenien la possessió efectiva fins que el 828 se'n nomenà prefecte (tutor corsicae) el marquès de Toscana Bonifaci. El mateix 828 Bonifaci derrotà els àrabs aparentment lleials a la dinastia aglàbida de Tunísia, en una batalla decisiva, fins al punt que n'evacuaren les bases. Així Còrsega quedà com a dependència del marquesat de Toscana quant al feu útil; el papa Gregori IV (827-844) hi creà sis bisbats (Alèria, Mariana, Ajacciu, Nebbiu, Favona o Sagone i Accia) als quals es van donar terres, així com monestirs i altres establiments.
El 846 Bonifaci va transferir Còrsega al seu fill Albert o Adalbert (Bonifaci va morir uns mesos després). Però les incursions sarraïnes no s'havien acabat. Primer Bonifaci i després Albert van haver de lluitar una vegada i altra contra grups de naus procedents del nord d'Àfrica, i els corsos van fugir a Itàlia en gran nombre.
Els senyors feudals van aparèixer en aquesta època; eren els que dirigien la lluita contra els alarbs. Aquest senyors es van apropiar de les terres concedides als bisbes i als monestirs, que haurien estat la base del seu poder. Els seus abusos haurien provocat la intervenció de Gènova al segle xi. Els principals senyors en foren els Obertenghi, que eren senyors a Toscana però tenien terres a l'illa (fins al segle xiv), els Cinarchesi originaris de Cinarca (el Giudice de Cinarca) i els Istria (el primer Vicentello d'Istria).

## Història llegendària
El mític Ugo Colonna esmentat en la Historia di Corsica de Giovanni della Grossa (1388-1464) és un personatge llegendari que, si va existir, no fou més que un senyor local; el mateix cal dir del sanguinari Orsolamano di Freto (mort per Piobetta) i del comte Arrigo de Bel Messere (assassinat el 1000). Durant gairebé tot el segle xi els caps locals, nominals feudataris del papa, combatran contra els sarraïns, ajudats per pisans i genovesos.

## Domini pisà
El 1073 el papa volia recuperar la senyoria de l'illa i demanà ajut a Pisa. El 1077 envià a l'illa, com a legat, el bisbe de Pisa Landolf, encarregat de reorganitzar el clergat insular. Un temps després, vers el 1078, el papa infeudà l'illa al senyor pisà marquès d'Oberthengi (descendents del marquès Obert de Toscana, que vivia vers el 951), que va rebé el títol de marquès de Còrsega confirmat pels papes Urbà II (1088-1099) i Calixt II (1119-1124). El 1088, el bisbe Daibert va substituir Landolf i, com aquest, continuà sent totpoderós. El 28 de juny de 1091, una butlla papal donava l'illa a Pisa com a feu del papa gairebé sense contraprestació, cosa que va portar a llargues lluites entre Pisa i Gènova.
El 1114 els pisans van prendre possessió efectiva de l'illa i hi establiren un règim liberal que fou molt profitós i va portar la prosperitat. L'illa estava dividida en una seixantena de Pièvis, unitat territorial dirigida per un sacerdot en la part religiosa i per un jutge (giudice) en la part civil, si bé, a vegades, les dues funcions eren en una sola mà.
Al segle xii algunes famílies senyorials estaran lligades a Gènova (els Gentile a Bastia, els Avogari, els Da Mare, els De Mari). El 1133 es van establir els dos sectors de l'illa amb els genovesos; aquests van exercir influència (però no el feu ni menys la sobirania) als tres bisbats de Mariana, Nebbio, Accia (Ampugnani); pel seu costat, els bisbats de Sagone i Aléria eren de Pisa.
El 1195, els genovesos van ocupar Bonifàcio i el 1272 Castel Lombardo (Castel Vecchio); aquest mateix any van fundar Calvi (16 de maig de 1268); a la segona meitat del segle xiii Gènova prengué el control de tota l'illa.
Els principals senyors als segles XI, XII i XIII foren els Obertenghi, a Cap Cros, Balagna i Alèria; els Cortinchi al sud de Cap Cors; i els Cinarchesi, al sud (menys Bonifàcio, ciutat genovesa).

## Domini del Cinarchi
El 1245 Sinucello de Cinarca, que fou conegut com el Giudice, dominà quasi tots els feus de l'illa i la controlà fins al 1280. Vers al final, va reconèixer a Gènova, però va haver de fugir a Pisa; tornà uns anys després i va combatre fins que va poder, i morí empresonat a Gènova.

## Conquesta genovesa
El 20 de gener de 1280 el podestà genovès de Bonifàcio, Pietro Matteo d'Oria, signà un tractat prometent fidelitat i assistència a Gènova, redactat pel notari genovès Franceschino Tabernaro. Els senyors es van haver de sotmetre i deixar com a ostatges els seus fills. Uns magistrats militars (gonfanoners) es nomenaren a les fortaleses. Tanmateix, Gènova va fer dues campanyes de conquesta militar: una victoriosa contra el retornat Sinucello de Cinarca (1289) i una altra el 1290 contra el mateix senyor, dirigida per Nicolo Boccanegra que, ara, fou derrotat per Sinucello.

## Sobirania catalanoaragonesa
El 1297 el papa Bonifaci VIII va concedir el feu de l'illa a Jaume II de Sicília per compensar el retorn dels Anjou a Sicília (tal com s'havia previst en el tractat d'Anagni del 1295). El rei catalanoaragonès va buscar el suport d'alguns senyors locals, especialment procedents del derrotat partit pisà. S'hi va crear el càrrec de governador general de Còrsega.

## Sabuccucciu d'Alandu
Arrigo, fill de Sinucello, intentà ocupar el poder el 1335, però fracassà. El 1358 esclatà una revolta popular dirigida per Sambucucciu d'Alandu (Sambucuccio d'Alando) de la piève del Boziu, propera a Corti (Corte), al front de partides de pobres. L'important castell de l'En Deçà des Monts fou pres. El 1359 els insurgents van exigir l'enviament de noves autoritats, i s'hi envià el vicari general de Gènova, Giovanni Boccanegra (pare del dux de la república). Va governar del 1359 al 1362 amb una pau bastant acceptable. El 1362 els senyors de més enllà de les Muntanyes es van revoltar. Sambuccio demanà altre cop l'enviament d'algun representant a l'illa i Gènova hi envià dos governadors: Tridano Della Torre i Filippo Scaglia, que van derrotar els revoltats i durant uns 12 anys l'illa va estar en pau. Giovanni da Magnera (1365), Leonello Lomellino (1367, futur fundador de Bàstia), i Aluigi Tortorino (1370) van governar seguidament.
Cada regió es va dividir en pièvis (uns 66); cada piève tenia un nombre variable de comunitats rurals autoadministrades per una assemblea comunitària anomenada l'aringhu (o arringu), que feia funcions de tribunal, explotava les terres comunals de les quals una part era repartida cada any per meitats: una meitat per a explotació de les famílies i l'altra meitat per a tothom (bosc, pastures…). Les màximes magistratures eren elegides per sufragi en el qual les dones tenien també dret a vot: el podestà (president), el gonfanoner (amb funcions judicials i administratives), els dos pares del comú o anzianis, el jutge de pau (raigoneru), i el cacciatore (encarregat d'exterminar les bèsties salvatges molestes). Aquest sistema iniciat a la "Terra di comune" (D'ençà dels Monts) es va estendre, després, a la "Terra dei Signori" (D'enllà dels Monts). Es va establir un impost únic de 20 sous genovesos per feu. L'illa era dividida en dues regions: l'D'ençà dels Monts i D'enllà dels Monts, ambdues sota un únic governador genovès assistit d'un vicari. La capital n'era a Biguglia.

## Els Giovannali
Al segle xiv s'hi desenvolupà una secta herètica anomenada els Giovannali, fundada pel franciscà Giovanni Martino o Giovanni Martini, que van fundar diverses comunes mixtes a Còrsega, entre elles, la de Carbini. Preconitzaven la pobresa, eren hostils a la jerarquia de l'Església i es flagel·laven sovint; això portà a la seva excomunicació pel bisbe d'Alèria, però el 1351 l'arquebisbe de Pisa va anul·lar el càstig. El bisbe d'Alèria va recórrer al papa Innocenci VI (1352-1362) que els declarà herètics. Urbà V (1362-1370) va enviar un comissari pontifici, que els va exterminar a Alesani.

## La Maona de Còrsega
El 27 d'agost de 1378 l'estat genovès confià l'administració de l'illa a una societat privada coneguda com la Maona (derivat de l'àrab assistència), que havia estat fundada per sis membres, dels quals el principal fou Leonello Lomellini (que fundà Bastia el 1383). El mariscal Joan II anomenat Boucicaut va imposar el 1407 la fusió dels membres de la maona en una sola societat: El Banc de Sant Jordi.

## Els Della Rocca i els Istria, i els reis de la corona catalanoaragonesa
El 1377, el comte Arrigo della Rocca va oferir posar l'illa en mans de la corona catalanoaragonesa i el rei Pere III li va prometre ajut, i Martí I visità a Arrigo a l'illa el 1399, on coordinà el partit català del qual formaven part també Giovanni i Vicentello d'Istria; aquest darrer, que va anar a la corona catalanoaragonesa el 1404, fou nomenat lloctinent de Còrsega (9 de juliol del 1404) i poc de temps després el príncep Martí li va enviar nous ajuts. El 23 de juliol de 1409, el rei Martí I catalanoaragonés nomenà regent de Còrsega el jurista català Hug Bonapart.
El 1414-1415 Vicentello va aixecar l'illa contra els genovesos, però no va obtenir el suport necessari del rei Ferran I catalanoaragonès. Alfons el Magnànim, en canvi, anà a l'illa amb una flota i ocupà Calvi, però fou rebutjat a Bonifacio (1420); el 1434 Vicentello fou capturat i executat pels genovesos. El 1435 Alfons el Magnànim caigué presoner en la batalla de Ponça i va haver de renunciar als seus drets sobre l'illa. Els Della Rocca i els d'Istria van romandre fidels a la corona catalanoaragonesa. El papa Eugeni IV (1383-1447) hi envià un delegat el 1444, però no va tenir èxit. El 1447 el papa Nicolau V (1417-1455) proposà de fer un noble genovès senyor de Còrsega com a vassall de la Santa Seu.

## Campogfregoso, fi del domini catalanoaragonès, el Banc de Sant Jordi

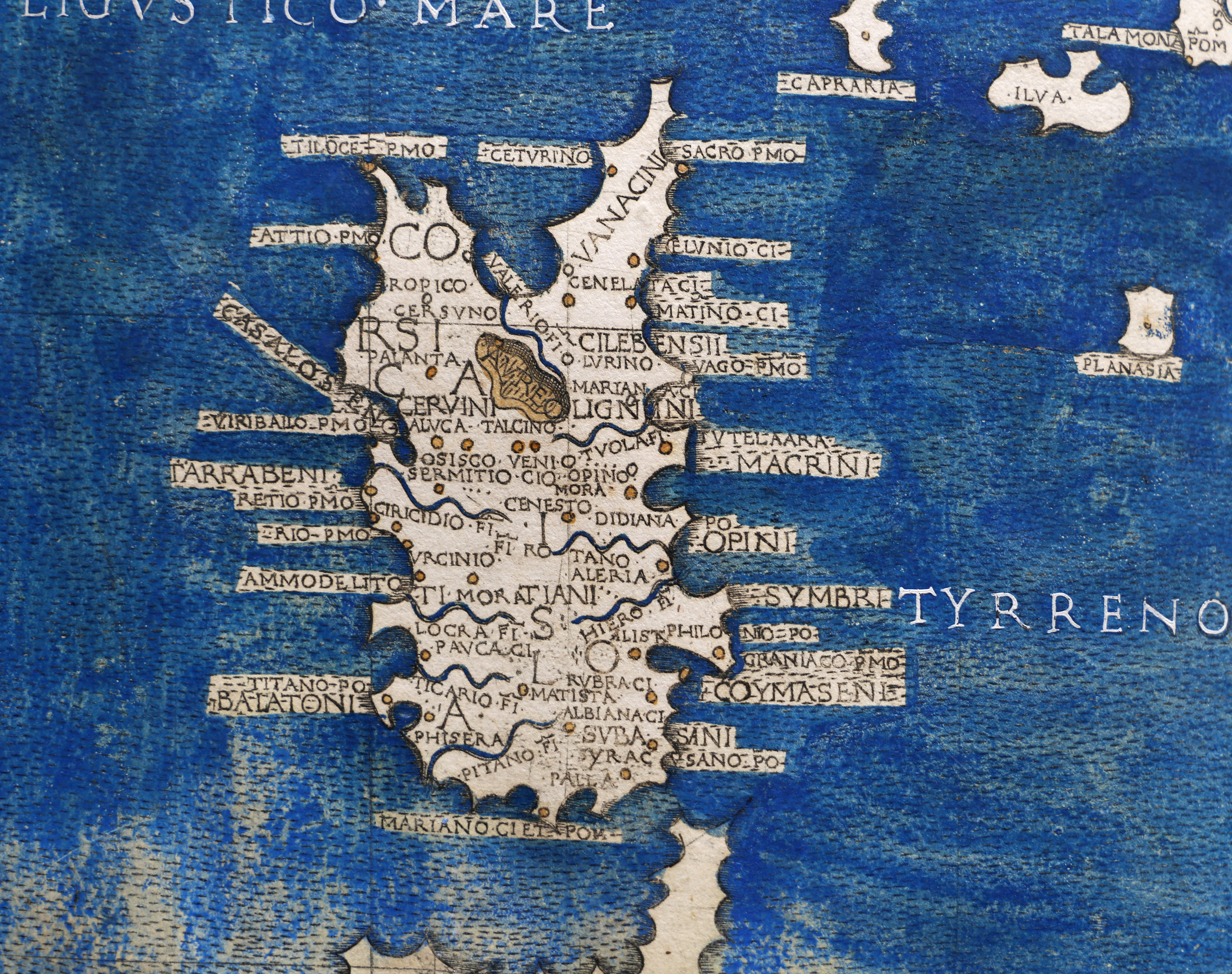
Còrsega en el 1482

Dissensions entre el senyors catalanoaragonesos i la declaració papal (Eugeni IV) d'extinció dels drets de la corona catalanoaragonesa (que el papa Nicolau V cedí al genovès Ludovico di Campofregoso el 1448) acabà d'enfonsar el partit català. Campofregoso no va poder imposar-se. Alfons el Magnànim nomenà lloctinents a Jaume de Basora (1451), Antoni Olzina (1452) i Berenguer d'Erill i de Centelles (1455), que van penetrar a l'illa i van obligar el govern genovès a renunciar a l'administració a favor del Banc de Sant Jordi (22 de maig de 1453 Translatio domimii insulae Corsicae in magnicifos Protectores Sancti Giorgii) i una assemblea reunida pels genovesos a Mariana va jurar fidelitat a l'entitat el 7 de juny de 1453, amb l'aprovació del papa.
La repressió dels banquers fou esfereïdora sota la direcció d'Antonio Calvo i Antonio Spinola, i en destaca el cas de Raffe (Rafel) de Leca, oposat al banc, que fou capturat i penjat junt amb 22 dels seus parents més propers, i el seu cos espedaçat. La mort d'Alfons el Magnànim posà fi a les reclamacions catalanoaragoneses (1458). La repressió dels banquers va aconseguir la pacificació i l'illa va romandre genovesa sense disputa.
El banc era administrat per vuit protectors que vivien a Gènova i en formaven el consell d'administració. Un comitè de 25 membres, elegit entre patricis genovesos, designava quatre sindacatori, encarregats de controlar l'acció dels protectors. El banc designava un governador elegit pels 24 electors, renovable cada any, i un vicari. El governador fixà la residència, aviat, a Bàstia juntament amb el vicari, el massaro (tresorer) i el canceller. El cònsol del sis i els pièvi van subsistir com a institucions locals, i a les ciutats es va establir un consell (Magnifica comunità) amb edils encarregats (magnifiques anziani). Al costat del governador un consell dels dotze nobles, merament consultiu. Un nou impost (el boatico, impost sobre les bèsties de càrrega; o el ghiandadico, impost sobre els ramat, o l'erbatico, impost sobre les herbes). Tot i que no era la capital, Calvi, fundada el 1268, va esdevenir la ciutat principal. Els feus més importants foren aniquilats (els Da Mare i Gentile al Cap Cors, els Bozzi, Istria i Ornano al sud) i d'altres neutralitzats. Les ciutats van agafar importància i es van engrandir.

## Sampiero Corso i l'ocupació francesa
El 1553 Sampiero Corso, líder nacional popular, va aconseguir que l'illa fos ocupada per Enric II de França. L'illa fou ocupada en pocs dies pels soldats francesos amb l'ajut de corsari turc Dragut, cap de la flota otomana (els otomans eren aliats de França). Desembarcats a Bàstia el 23 d'agost de 1553, la gent de Corso van facilitar la feina. El governador, el vicari, el massaro i el canceller van fugir a Corti que, sense soldats per defensar-la, es va rendir. Tota l'illa menys Calvi es va sotmetre a França. Gènova, amb suport espanyol i de Toscana, envià una flota dirigida per Agostino Spinola, amb el vell almirall Andreu Doria (87 anys) i el febrer de 1554 Bàstia i Saint Florent foren ocupades (la segona després d'un setge iniciat el novembre del 1553). Corti es va rendir i el Cap fou devastat. Els militars francesos van tenir una actuació lamentable que no va poder compensar Corso, el qual va lliurar la batalla del coll de Tenda el setembre de 1554, recuperà Corti i va fer atacs victoriosos. Nicolo Pallavicino fou nomenat governador genovès, i el capitost francès De Thermes fou destituït i substituït per Giordano Orsino. Corso fou relegat, de moment, per tornar-hi després, el febrer de 1555. Còrsega només interessava a França com a moneda de canvi amb Espanya. Les negociacions de Vaucelles (5 de febrer de 1556) van establir-hi una treva de 5 anys, durant la qual l'illa fou administrada per França menys els punts controlats pels genovesos.
Va restar francesa fins al tractat de Cateau-Cambrésis el 1559, en què fou retornada a Gènova i al Banc de Sant Jordi. El 1564 Sampiero Corso intentà recuperar l'illa, i desembarcà el 12 de juny de 1564 al golf de Valinco, amb l'ajut de Caterina de Mèdicis. Durant tres anys va lliurar una guerra de guerrilles dita "Guerra de Sampiero" i dominà tot l'interior, mentre els genovesos només dominaven les viles costaneres; els reforços genovesos dirigits per Stefano Dòria, amb una política de terra cremada, que començà per la crema de Cervione el 1564 i el 1566 foren cremats 123 llogarets; aconseguí acorralar a Sampiero, que fou derrotat prop d'Ajaccio, si bé la derrota no fou decisiva. El paludisme, llavors, afectà els genovesos, que es van haver de tancar a Bastia. Gènova demanà ajut a Espanya, amb el qual foren recuperades Porto-Vecchio, Algajola i Belgodère (novembre de 1564). La repressió va seguir, fins que el 17 de gener de 1567 va morir Sampiero en una emboscada preparada pels germans de la seva dona a Eccica-Suarella, prop de Cauro. El fill de Sampiero, Alfons, de 18 anys, continuà la guerra un parell d'anys, fins que decidí rendir-se i posar-se sota protecció del rei de França a Marsella amb 300 companys (1 d'abril de 1569).

## Regne de Còrsega i Nació de Còrsega

Pasquale Paoli

El 1729 els corsos es van revoltar i Gènova demanà ajut a Àustria (1731) que, de moment, va dominar la situació, però el 1735 la revolta es reinicià i, poc després (1736), Teodor de Neuhoff va desembarcar a l'illa, va seduir els rebels i fou proclamat rei de Còrsega.
Gènova va demanar ajut a França (1737), que pacificà l'illa totalment el 1741. Gènova tornà a demanar la intervenció francesa el 1748. El 1755 Pasquale Paoli va aconseguir unificar la resistència corsa contra Gènova i es va establir la Còrsega independent coneguda com a Nació de Còrsega.

## Cessió a França, protectorat britànic

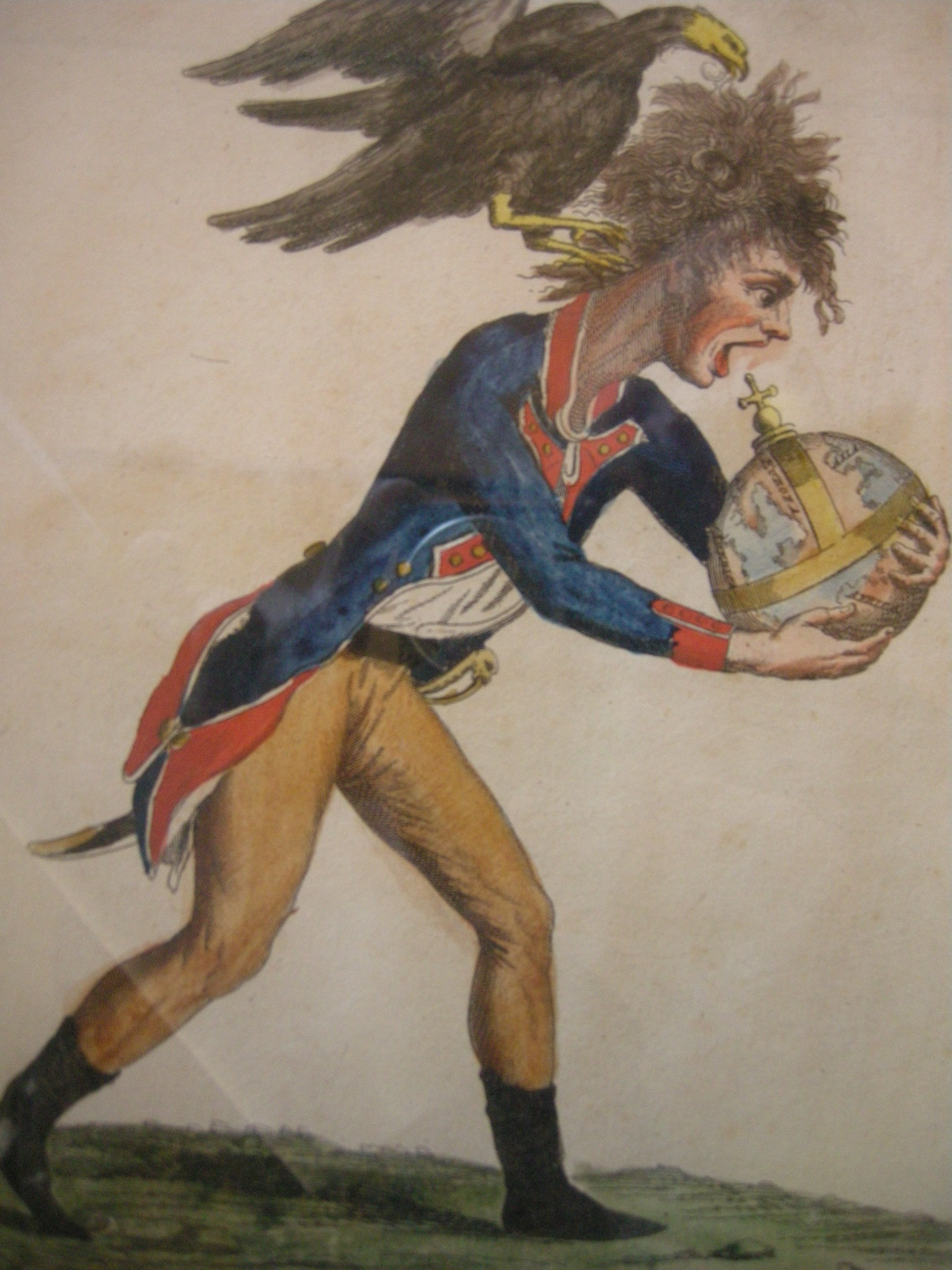
Pamflet antifrancès, 1799

El 1764 Gènova autoritzà a França a ocupar 5 de les 6 fortaleses de la costa (Ajaccio, Algajola, Bastia, Calvi i San Fiurenzu) i el 1768 Gènova va cedir l'illa a França pel tractat de Versalles. La resistència nacional fou derrotada, i la batalla de Ponte Novo el 8 de maig de 1769 marcà la fi de la independència i l'establiment de la sobirania francesa. El 30 de novembre de 1789 els revolucionaris van proclamar l'illa part de França. El 26 de febrer de 1790 es creà el departament. Paoli fou amnistiat i nomenat president del consell general el setembre de 1790.
A partir del 1792 i, sobretot el 1793, Paoli es va distanciar de la Convenció. L'11 d'agost de 1793 Còrsega es dividí en dos departaments: Golo (l'alta Còrsega) i Liamone (Còrsega del sud). Paoli rebutjà sotmetre's a la Convenció i va obtenir l'ajut de Gran Bretanya. L'illa tornarà a ser independent, breument, el 15 de juny de 1794, i el 19 del mateix mes es proclamà el Regne Anglocors sota protectorat britànic i amb el rei d'Anglaterra com a sobirà; però el tractat de París obligà els britànics a renunciar al protectorat i el 15 d'octubre de 1796 Còrsega fou reincorporada a França. El 19 d'abril de 1811 els dos departaments, de Golo i Liamone, foren reunificats en el departament de Còrsega. El 12 d'abril de 1814 es va establir un govern provisional del Regne de Còrsega a Bàstia, que el 27 d'abril de 1814 va acceptar el protectorat britànic, però el 18 de juny de 1814 l'illa fou reconeguda com a francesa.
Des de llavors, va romandre en poder de França, que no va parar d'intentar eliminar els seus trets característics.
Vegeu: Regne Anglocors i Pascal Paoli.

## Segona Guerra Mundial
L'11 de juliol de 1940 el departament quedà sota control del govern de Vichy i el 12 de novembre de 1942 fou ocupada pels italians. El 9 de setembre de 1943 hi van arribar els alemanys. El 4 d'octubre de 1943 la població es revoltà contra els ocupants i fou el primer departament de l'estat francès a quedar alliberat.

## Moviments nacionalistes
Des del 1962 van començar a arribar francesos "pieds noirs" procedents d'Algèria que se'n van establir a la part oriental, sovint com a viticultors. Això produí casos de corrupció que van perjudicar els insulars. El 9 de gener de 1970 es va establir la regió de Còrsega, sense poders, separada de la regió de Provence-Alpes-Côte d'Azur-Corse.
El 1975 es van produir els esdeveniments d'Alèria en què el moviment autonomista l'ARC destapà un escàndol lligat a la vinificació per part dels pieds noirs. La cava d'un viticultor fou ocupada per manifestants i assaltada per la policia, que va matar tres persones. L'1 de gener del 1976 va quedar dividida en els departaments de l'Alta Còrsega i Còrsega del sud, segons l'acord adoptat el 1975.
L'any 1976 es va crear el Front d'Alliberament Nacional de Còrsega (FLNC), que començà una campanya d'atemptats amb bomba. L'organització fou formalment dissolta pel govern francès el 1983, però el moviment passà a la clandestinitat sota el nom d'Ex-FNLC. El 2 de març de 1982 va obtenir un status especial amb assemblea electa, però sense poder. El 13 de maig de 1991, l'anomenat "estatut Joxe" li va concedir una limitadíssima autonomia, superior a la d'altres regions (col·lectivitat territorial) amb consell executiu, però sense capacitat legislativa.
El 1998 fou assassinat el prefecte regional Claude Erignac i el va substituir Bernard Bonnet, que destapà molts afers de corrupció i la pràctica d'un sistema mafiós amb bandes organitzades en què intervenien representants de l'estat. El 1999, els nacionalistes quasi van doblar la seva representació en les eleccions. Es va destapar l'escàndol de "Chez Francis" en què membres de la policia GPS (creada arran de l'assassinat del prefecte Erignac) van reconèixer haver incendiat un restaurant. Bonnet, considerat màxim responsable pel seu càrrec, fou destituït i substituït per Jean-Pierre Lacroix. Els nacionalistes, sota la direcció de Jean-Guy Talamoni, es van reagrupar i van iniciar converses amb l'estat francès per redefinir l'estatut de l'illa (el procés de Matignon), amb la idea d'aconseguir major autonomia.
El 2000, l'exlíder nacionalista Jean-Michel Rossi fou assassinat i el va seguir l'agost del 2001 François Santoni. El 2003 fou detingut Yvan Colonna, acusat de l'assassinat del prefecte Erignac. El juliol, un referèndum sobre la reforma de les institucions no va obtenir la majoria.